# 이눌린
이눌린(inulin)은 수많은 유형의 식물이 만들어내는 자연 발생 다당류들의 그룹이다. 산업적으로는 대개 치커리로부터 추출한다. 이눌린은 프럭탄이라는 식이 섬유 등급에 속한다. 이눌린은 일부 식물에서 에너지를 저장하는 수단으로 사용되며 뿌리나 땅속줄기에서 보통 볼 수 있다. 이눌린을 합성하고 저장하는 식물들 대부분이 녹말과 같은 다른 형태의 탄수화물을 저장하지는 않는다. 2018년 미국에서 미국 식품의약국은 이눌린을 제조식품의 영양적 가치를 개선할 목적으로 식이섬유성분으로서 사용하는 것을 승인했다.

## 자연 원천
- 용설란속
- 바나나/플랜틴(파초과)
- 치커리
- 에키네시아
- 민들레속
- 아티초크
- 뚱딴지
- 콩감자
- 양파
- 야콘